# Bucculatrix bechsteinella
Bucculatrix bechsteinella é uma espécie de insetos lepidópteros, mais especificamente de traças, pertencente à família Bucculatricidae.
A autoridade científica da espécie é Bechstein & Scharfenberg, tendo sido descrita no ano de 1805.
Trata-se de uma espécie presente no território português.